# Хижа ніч
«Хижа ніч» (англ. Sunrise, дос. «схід сонця») — американсько-британський фільм жахів 2024 року режисера Ендрю Бейрда з Алексом Петтіфером і Ґаєм Пірсом у головних ролях, що вийшов у прокат на території України 8 лютого 2024 року.

## Сюжет
Події розгортаються у США, на тихоокеанському північному заході, посеред густих туманів та високих лісів. Колись тут були великі поселення корінних народів. Нині ж містечко потерпає від кримінального авторитета Рейнольдса, який вважає за людей тільки тих, у кого біла шкіра. Бізнесмен азіатського походження потрапляє під особливу його увагу. Рейнольдс хоче, аби містер Лой віддав йому свої землі. Невдовзі після відмові він зникає. Майже одночасно в місті з’являється таємничий незнайомець. Він блідий, мовчазний та має лихий погляд. Дружина зниклого, Янь Лой надає йому прихисток. Обізнані на віруваннях корінних народів люди подейкують, що він і є Багрянош — той, хто несе смерть, випиваючи кров.

## Акторський склад
- Алекс Петтіфер — Феллон
- Ґай Пірс — Рейнольдс
- Олвен Фуер — Ма Рейнольдс
- Кристал Ю — Янь Лой
- Курт Яґер — Ді Джиллеспі
- Чайк Чан — пан Лой
- Форрест Кемпбелл
- Вільям Ґао — Едвард Лой
- Райлі Чан — Емілі Лой
- Джон Коннорс — Фарадей
- Річард Петтіфер — Сем Джонсон
- Тамара Шанель Вайт — Клер Феллон

## Виробництво
Фільм «Хижа ніч» зняв Ендрю Бейрд за сценарієм Ронана Блейні. Продюсерами фільму виступили Мартін Бреннан, Джіб Полгемус, Натан Клінґер і Форд Корбетт. Алекс Петтіфер і Курт Яґер виступили виконавчими продюсерами, а також виконали головні ролі у фільмі. Основні знімання проходили в Белфасті, Північна Ірландія, з 6 лютого по 22 березня 2023 року.

## Прокат
Прем'єра відбулася в обмеженому прокаті та на цифрових платформах Lionsgate у США 19 січня 2024 року. В Україні дистрибуцією кінострічки зайнялась Kinomania Film Distribution.

## Огляди
На сайті агрегатора рецензій Rotten Tomatoes 29% з 14 рецензій критиків є позитивними, а середня оцінка — 3,7/10.